# Gilda Giuliani (album)
Gilda Giuliani è il primo album in studio della cantante italiana Gilda Giuliani, pubblicato nel 1973 dall'etichetta discografica Ariston.

## Descrizione
Gli arrangiamenti sono curati da Franco Orlandini, Ninni Carucci, Alberto Ferrari e Gino Mescoli. Gli ultimi due citati compaiono anche come autori, insieme, fra gli altri, a Vito Pallavicini e Gianluigi Guarnieri. Serena viene presentato al Festival di Sanremo 1973. Sono contenute cinque cover: Luciana (Contigua por Luciana), L'altalena (Dis madame, s'il vous plait), Canzone per i miei genitori (Chanson pour mes parents), Non è la verità (Let the Band Play On), e Tanto tempo fa (Once You Were a Rock) di Jim Post.

## Tracce
LATO A
1. Serena (Composta da Musikus e Gino Mescoli)
2. Luciana (Cantigua Por Luciana) (Composta da Edmundo Souto, Paulinho Tapajós e Sergio Bardotti)
3. Non fu peccato (Composta da Alfredo Ferrari, Gianni Guarnieri e Luciano Beretta)
4. L'Altalena (Dis Madame, S'Il Vous Plait) (Composta da Luciano Beretta, Paul de Senneville e Pierre Tisserand)
5. Io corro da te (Composta da Alfredo Ferrari, Gianni Guarnieri e Guido D'Andrea)
6. Canzone Per I MIei Genitori (Chanson Pour Mes Parents) (Composta da Guy Skornik e Vito Pallavicini)

LATO B
1. Tutto è facile (Composta da Alfredo Ferrari, Gianluigi Guarnieri e Guido D'Andrea)
2. Non È La Verità (Let The Band Play On) (Composta da Cristiano Minellono, Gloria Sklerov e Harry Lloyd)
3. Frau Schoeller (Composta da Gino Mescoli e Vito Pallavicini)
4. Tanto Tempo Fa (Once You Were A Rock) (Composta da Giorgio Calabrese e John Post)
5. Quelle tue promesse (Composta da Francesco Russo e Giannalberto Purpi)
6. Lady Anna (Composta da Adelmo Musso, Gabriele Balducci e Italo Ianne)